# 부주키

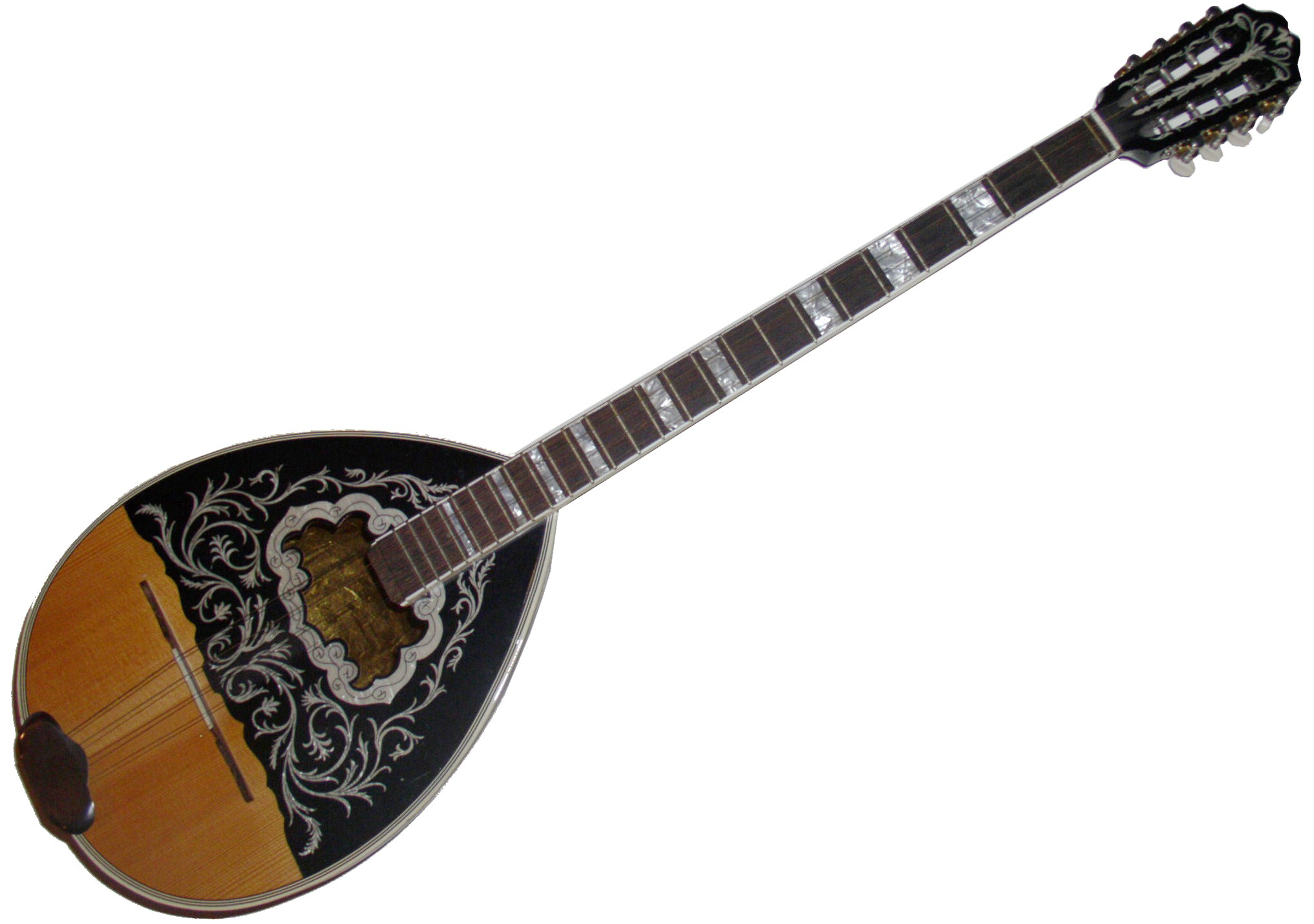
부주키

부주키(그리스어: Μπουζούκι)는 그리스에서 생겨난 기타와 비슷한 현악기이다.

## 역사
부주키는 본래 비잔티움 제국 시절에 있었던, 판두라스(그리스어: Παντουράς)라는 악기에서 유래된 악기이다. 이 판두라스가 튀르키예로 전해져 보주크(튀르키예어: Bozuk)이라는 악기로 개량되었고, 이것이 다시 그리스로 전해져 오늘날의 부주키가 되었다.

## 특징
통은 만돌린처럼 서양배 모양으로 생겼지만 뒷부분이 만돌린과는 조금 다르며, 크기도 훨씬 크다. 손가락판이 밴조처럼 길다. 그리스 음악에 굉장히 널리 사용되는 악기이며, 아일랜드에도 전해져, 아이리시 부주키(Irish bouzouki)로 변형되어 아일랜드 음악에서도 널리 사용되었다. 1950년대에 더 클랜시 브라더스가 주도한 아일랜드 포크 음악 리바이벌과, 1960년대에 더 코리스가 주도한 스코틀랜드 포크 음악 리바이벌의 영향으로, 현재는 정통 부주키와 아이리시 부주키가 셀틱 포크 음악에도 널리 쓰이고 있다.

## 같이 보기
- 켈트 음악
- 류트
- 만돌린